# Lutz Neugebauer
Lutz Neugebauer (* 25. April 1959 in Marl) ist ein deutscher Musiker und Musiktherapeut.

## Leben und Schaffen
Lutz Neugebauer studierte am Nordoff/Robbins Centre in London Musiktherapie. Nach Praxistätigkeit am Gemeinschaftskrankenhaus Herdecke wurde er 1988 in die Institutsleitung des Institutes für Musiktherapie der Universität Witten/Herdecke berufen, das er bis 2003 leitete. Bis zur Schließung des Institutes bildete er mit dem Team des Institutes annähernd 100 Musiktherapeuten aus.
1992 regte Lutz Neugebauer die deutsche Musikindustrie zur Gründung der Stiftung zur Förderung der Nordoff/Robbins Musiktherapie an, die neben der klinischen Praxis die Ausbildung und die Forschung förderte. Nach Schließung des Studienganges (2005) gründete er gemeinsam mit seinem Kollegen David Aldridge das Nordoff/Robbins Zentrum Witten, in dem er bis heute tätig ist.
2005 gründete er zusammen mit David Aldridge das Nordoff/Robbins Zentrum Witten für Musiktherapie, das in Aufbau und Entwicklung maßgeblich durch die Aktion Mensch und die Stiftung Wohlfahrtspflege des Landes Nordrhein-Westfalen unterstützt war. 2010 war es im Rahmen der Kulturhauptstadt ein Referenzzentrum für die kulturelle Teilhabe von Menschen mit Behinderungen.
2017 wurde Lutz Neugebauer mit einem Sonderpreis des Echo (Musikpreis) in der Kategorie soziales Engagement ausgezeichnet.
Förderer erhielten für ihr Engagement andere Auszeichnungen, z. B. wurde Till Brönner für sein dauerhaftes Engagement für die Nordoff/Robbins Musiktherapie mit dem Verdienstorden des Landes Nordrhein-Westfalen geehrt.

## Berufspolitisches Engagement für die Musiktherapie
Neugebauer war maßgeblich an der Zusammenführung von drei Musiktherapieverbänden zur deutschen musiktherapeutischen Gesellschaft beteiligt.
Seit 2008 arbeitet er im Vorstand der Deutschen musiktherapeutischen Gesellschaft, seit 2013 als Vorsitzender, und engagiert sich in Gesprächen mit der Politik und im Gesundheitswesen, um eine Anerkennung der Musiktherapie als kassenrechtliche Leistung auch im ambulanten Sektor zu erreichen.

## Ehrenamtliche Tätigkeiten
- Wissenschaftlicher Beirat der Andreas Tobias Kind Stiftung
- Beirat amia musica
- Mitglied der wissenschaftlichen Leitung neues musik forum (Kinderärztekongresse der DGKJ Und DGSPJ)[7]
- Bis 2018 Mitglied des Leitungsteams der Arbeitsgruppe Künstlerische Therapien im DKPM

## Auswahl Veröffentlichungen
- Ein Lied, ein Lied für Bahman; Musiktherapeutische Umschau Band 9 - GUSTORFF, D./ NEUGEBAUER, L. (1988)
- Musiktherapie mit entwicklungsverzögerten Kindern Musiktherapeutische Umschau Band 15/1994, S. 307 - ALDRIDGE, DAVID / GUSTORFF, DAGMAR / NEUGEBAUER, LUTZ (1994)
- A preliminary study of creative music therapy in the treatment of children with developmental delay[8],22(3):189-205 - ALDRIGE, DAVID, GUSTORFF D, Neugebauer, LUTZ (1995)
- Communication, Heart Rate and the Musical Dialogue British Journal of Music Therapy[9] 12(2):46-52 DOI: 10.1177/135945759801200202 - NEUGEBAUER, LUTZ (1998)
- Musik als Dialog- eine Untersuchung zu physiologischen Veränderungen während der Musiktherapie, Musiktherapeutische Umschau Heft 1 S. 29 NEUGEBAUER, LUTZ (1998)
- Dialogues on the study of Edward,[10], 1999 * Issue 2 ROBARTS, J / NEUGEBAUER LUTZ. (1999)
- The importance of music therapy for encouraging latent potential in developmentally challenged children. Music Therapy Today Vol. VI (3) 430-455. available at MusikTherapieWorld[11] NEUGEBAUER, LUTZ (2005)
- Die Kunst der Musik als Therapie[12] - Musiktherapie nach Paul Nordoff und Clive Robbins Kindermusiktherapie Richtungen und Methoden (Hrsg.: Stiff und Tüpker) - NEUGEBAUER, LUTZ (2007)
- Mehr als eine Rezension – zu Claus Bangs „Eine Welt von Laut und Musik“ in Musiktherapeutische Umschau S 151 ff - NEUGEBAUER, LUTZ (2008)
- Musiktherapie - Mehr als eine heilpädagogische Förderung? in Psychotherapie im Dialog 2008; 9: 163-166 - NEUGEBAUER, LUTZ (2008)
- Dem Patienten zuhören können – möglichst lange noch. Ist Musiktherapie gefährlich für das Gehör? Musiktherapeutische Umschau S. 20 - NEUGEBAUER, LUTZ (2009)
- Im Dialog mit der Psychosomatik: Fünf Jahre Arbeitsgruppe „Künstlerische Therapie“ des Deutschen Kollegium für Psychosomatische Medizin In Musiktherapeutische Umschau Bd 32 S 257-267[13] - EBLING, ULRICH / SCHULZE, CONSTANZE / NEUGEBAUER, LUTZ (2011)
- Thinking of Clive Robbins: A tribute to the Founder, Teacher, Researcher, Colleague, Friend and Cosmopolitan[14] - NEUGEBAUER, LUTZ (2018)
- Kommunikation Herztätigkeit und Musikalischer Dialog in Musiktherapie S 24[15] - NEUGEBAUER, LUTZ
- Musiktherapie mit Gesa, einem körperbehinderten Mädchen: Eine Verlaufsdarstellung Lutz Neugebauer CD-ROM IV Uni Witten/Herdecke[16]